# Microsoft Open Specification Promise
Das Microsoft Open Specification Promise (dt. Microsoft-Versprechen offener Spezifikationen) beschreibt ein 2006 abgegebenes Versprechen des Unternehmens Microsoft, bei nichtkommerzieller Verwendung auf die Durchsetzung seiner Patente bezüglich 35 patentierter Web Services zu verzichten.
Bis zum Zeitpunkt des Versprechens hat Microsoft seine Patentrechte zwar nicht durchgesetzt, jedoch stand diese Option gegen die Entwickler und Anwender bis dahin immer offen. Microsoft verzichtet außerdem auf die Kreditierung von Microsoft-Technologien.
Das Microsoft Open Specification Promise ist in Teilen zu freien und Open-Source-Lizenzen kompatibel. Inwieweit dieses Versprechen jedoch rechtliche Gültigkeit hat, ist bis jetzt noch nicht geklärt. Lawrence Rosen, Anwalt für Open-Source-Software, analysierte (nach US-amerikanischer Rechtsauffassung) das Versprechen als kompatibel mit freien und Open-Source-Lizenzen.
Dieser Schritt von Microsoft wird von manchen als Reaktion auf eine wachsende Akzeptanz von freier Software angesehen.